# Iroda Aliyeva
Pour les articles homonymes, voir Aliyev.
Iroda Mirzaxonovna Aliyeva, née le 17 décembre 1929 et morte le 7 juillet 1989 à Tachkent en Ouzbékistan, est une actrice de théâtre et de cinéma ouzbèke et soviétique, artiste du peuple de la République socialiste soviétique d'Ouzbékistan.

## Biographie
Iroda Aliyeva est née le 17 décembre 1929 à Tachkent. Diplômée de l'Institut théâtral et artistique de Tachkent portant le nom d'Alexandre Ostrovski, elle travaille en 1951 au théâtre dramatique de Tachkent portant le nom de Hamza, sous la direction de l'artiste du peuple de l'URSS Sora Eshontorayeva. Le premier rôle notable d'Aliyeva est celui d'Olga Ulyanova dans la pièce de Popova La famille. Parmi ses autres rôles - Nasiba (dans la comédie Dents malades d'Abdulla Qahhor), Muqaddas (Le véritable amour d'Odil Yoqubov), Shirin (La légende de l'amour de Nazim Hikmet), Marjam (Algérie - mon pays de Mohammed Dib).
De 1960 à 1970, elle devient l'une des actrices les plus influentes du théâtre ouzbek ; elle joue le rôle d'Asal dans la pièce The Lonely Beauty de Chingiz Aitmatov, et celui de Nazokat dans la pièce Parvona d'Uygun. Les images créées par Aliyeva se caractérisent par la compréhension de l'idée de l'auteur, la profondeur intellectuelle, la beauté et l'éclat, tout en conservant la chaleur, la gentillesse et le charme. En 1967, elle a reçu le titre honorifique d'artiste du peuple de la République socialiste soviétique d'Ouzbékistan.
Depuis 1970, elle interprète également des rôles au cinéma, notamment au studio "Uzbekfilm"; elle est notamment connue en dehors de la république pour le rôle de la sorcière Almauz-Kampir dans les films pour enfants Akmal, dragon et princesse (1981) et Les nouvelles aventures d'Akmal (1983), a été filmée dans des épisodes des films Once Alone (1974), Les pirates du XXe siècle (1979), La jeunesse du génie (1982). Dotée d'une voix douce et sonore, l'actrice joue dans des pièces radiophoniques et participe au doublage de plusieurs centaines de films en ouzbek,.
Elle meurt à Tachkent le 7 juillet 1989.